# Łańcut (gmina)
Łańcut est une gmina rurale du powiat de Łańcut, Basses-Carpates, in southeastern Pologne. Son siège est la ville de Łańcut, bien qu'elle ne fasse pas partie du territoire de la gmina.
La gmina couvre une superficie de 106,65 km2 pour une population de 20 313 habitants.

## Géographie
La gmina inclut les villages d'Albigowa, Cierpisz, Głuchów, Handzlówka, Kosina, Kraczkowa, Rogóżno, Sonina et Wysoka.
La gmina borde la ville de Łańcut et les gminy de Białobrzegi, Chmielnik, Czarna, Gać, Krasne, Markowa et Przeworsk.